# Le Fréty
Le Fréty är en kommun i departementet Ardennes i regionen Grand Est (tidigare regionen Champagne-Ardenne) i nordöstra Frankrike. Kommunen ligger  i kantonen Rumigny som ligger i arrondissementet Charleville-Mézières. År 2022 hade Le Fréty 61 invånare.

## Befolkningsutveckling
Antalet invånare i kommunen Le Fréty
Referens: INSEE